# 陳蘭
陳 蘭（ちん らん、? - 209年）は、中国後漢時代末期の武将。揚州廬江郡の人。『後漢書』袁術伝では、「陳簡」とされている。

## 正史の事跡
『三国志』魏書袁術伝等に記述がある。陳蘭は雷薄と同僚で、共に袁術の部曲であった。袁術は帝位を僭称したものの、暴政を敷いたため人心を失い、呂布や曹操との戦いに敗れて零落した。一方、陳蘭と雷薄は袁術の下を出奔し、灊山（せんざん）に立て篭もっていた。建安4年（199年）、袁術が雷薄と陳蘭を頼ってきたが、陳蘭らは袁術を受け入れなかった。袁術はやむなく袁紹の子袁譚を頼り、青州へ向かったものの病死することになった。
建安5年（200年）冬、陳蘭・梅乾（梅成、あるいは梅成の縁者か）・雷緒（雷薄本人、あるいは雷薄の縁者か）は、廬江太守であった李術（または李述）が揚州刺史厳象を殺して管轄地域が混乱した隙に、数万人の兵を集めて長江・淮河一帯で暴れまわった。しかし、曹操が派遣した新任の刺史の劉馥が合肥に赴任し入城すると、梅乾・雷緒らはこれに降伏した（陳蘭の動向は不明である）。
建安14年（209年）、陳蘭は盟友の梅成と共に再び灊山に立て籠もり、孫権とも結んでその将軍韓当の救援を受けた。しかし陳蘭・梅成は、曹操の命を受けた張遼・于禁・張郃・臧覇らの討伐を受け、張遼の猛攻の前に敗北、2人とも張遼によって斬られてしまった（『三国志』魏書張遼伝・于禁伝・張郃伝・臧覇伝）。

## 物語中の陳蘭
小説『三国志演義』では、はじめ袁術に仕え、呂布との戦いで第5軍副将として参加したが、呂布軍の魏続・宋憲に迎撃され敗退している。袁術が皇帝を僭称して暴政を布くと、同僚の雷薄と共に袁術を見限って出奔し、嵩山に立て籠もる。その後、上述のように零落した袁術から財宝や糧秣を奪い取ったため、袁術は料理人にも見捨てられ吐血し果てることになってしまう。以降は登場しない。